# Americodema
Americodema is een geslacht van wantsen uit de familie van de Miridae (Blindwantsen). Het geslacht werd voor het eerst wetenschappelijk beschreven door Henry in 2000.

## Soorten
Het genus bevat de volgende soorten:

- Americodema knighti (Kerzhner & Schuh, 1998)
- Americodema nigrolineatum (Knight, 1923)